# Josef Quinke
Josef Quinke  (* 18. Oktober 1905 in Fretter; † 16. Dezember 1942 im Konzentrationslager Sachsenhausen) war ein deutscher Bäckermeister und NS-Opfer. Er starb im KZ Sachsenhausen und wurde später zu einem Märtyrer des 20. Jahrhunderts erklärt.

## Leben
Quinke war Sohn eines Bäckermeisters. Er wollte Missionar werden und besuchte das Gymnasium der Steyler Missionare in Driburg. Weil er nach dem Tod seines Bruders die elterliche Bäckerei übernehmen sollte, kehrte er in die Heimat zurück. Er erlernte das Bäckerhandwerk und übernahm 1925 die väterliche Bäckerei. Daneben war er aktiv in der katholischen Jugendarbeit tätig. Diese Tätigkeit setzte er auch in der Zeit des Nationalsozialismus fort.
Er stellte sich von Anfang an gegen die Bestrebungen der Nationalsozialisten und versammelte bspw. an Sonntagen die Pfarrjugend um sich, um den HJ-Dienst zu unterwandern. Kontakte zu Soldaten aus Fretter, die er kannte, ließ er nicht abreißen. Er schickte während des Zweiten Weltkrieges den Soldaten an der Front Nachrichten (in Brötchen eingebacken) sowie Päckchen und legte diesen aus christlicher Überzeugung unter anderem den berühmten Hirtenbrief und Predigten des Münsteraner Kardinals von Galen bei. Die Predigt vom 3. August 1941 erregte dabei besonders große Aufmerksamkeit, weil sich der Bischof unerschrocken gegen die von Hitler befohlene Euthanasie von geistig Behinderten und unheilbar Kranken aussprach. Er berichtete von den Zuständen in den Heilanstalten. Insbesondere die von von Galen sprachlich im Konjunktiv als mögliche Konsequenz dargestellte Tötung von Kriegsinvaliden wurde als Tatsachenbehauptung aufgenommen und verschärfte die Wirkung der Predigten beträchtlich. Den NS-Machthabern gefiel die Verbreitung dieser Schriften überhaupt nicht und sie gingen in aller Härte dagegen vor. Quinke war sich dessen bewusst und ließ sich nicht einschüchtern. Er äußerte seine Meinung freimütig und folgende Antwort von ihm ist überliefert, als man ihm zur Vorsicht riet: „Meine Kameraden stehen an der Front und müssen ihr Leben einsetzen. Ich will nicht feiger sein als sie!“
Da die Machthaber zu der Einschätzung gelangten, dass ihre Versuche einer Geheimhaltung der Tötung von Kranken gescheitert waren, weiterer Widerstand der Kirchen zu befürchten stand und die „Euthanasie“ sich als in weiten Teilen der Bevölkerung nicht konsensfähig erwies, wurde die Aktion T4 vorerst unterbrochen und erst ein Jahr später in weniger auffälliger Form fortgesetzt.
Bei der Vervielfältigung der Schriften wurde Quinke von verschiedenen Personen unterstützt. Daher erfuhren Denunzianten von der Tätigkeit und spielten einige Schriften der Gestapo zu.
Sein Haus und das örtliche Pfarrhaus wurden durchsucht. Am 17. Mai 1942 wurden er und der örtliche Pfarrer im Gestapo-Gefängnis Steinwache in Dortmund inhaftiert. Während der Pfarrer bald wieder freigelassen wurde, blieb Quinke in Haft. Er erklärte sich allein verantwortlich und gab die Namen seiner Helfer trotz Misshandlung nicht preis. Er starb am 16. Dezember 1942 im KZ Sachsenhausen.

## Würdigung
- Die katholische Kirche hat Josef Quinke als Glaubenszeugen in das deutsche Martyrologium des 20. Jahrhunderts aufgenommen.
- In seinem Geburtsort Fretter ist eine Straße nach ihm benannt und ihm ein Kirchenfenster gewidmet.[2][3]